# شروع ناگوار
شروع ناگوار (به انگلیسی: The Bad Beginning) رمانی از دنیل هندلر (با نام مستعار لمونی اسنیکت) و نیز نخستین جلد از سری مجموعه کتاب‌های ۱۳ جلدی ماجراهای بچه‌های بدشانس است. در آن ماجراهای سه کودک تازه یتیم شده به نام‌های، ویولت (۱۴ ساله)، کلاوس (۱۲ساله) و سانی (نوزاد)، که به سرپرستی یکی از دورترین اقوامشان، کنت الاف، می‌افتند؛ کسی که فقط به دنبال ارثیه‌ای است که پدر و مادر آن بچه‌ها بر جای گذاشته‌اند.

## داستان
ویولت، کلاوس و سانی بودلر در حال گذراندن یک روز خوش در برینی بیچ هستند که آقای پو، یک بانک‌دار و در ضمن دوستی خانوادگی، به آنها اطلاع می‌دهد که پدر و مادرشان در آتش‌سوزی خانه‌شان کشته شده‌اند و او مسؤول ارثی است که پدر و مادرشان برجای گذاشته‌اند و باید قیّمی را برای بچه‌ها در نظر بگیرد و تا ۱۸ سالگی از ارث آنها نگه‌داری کند.
بودلرها به خانهٔ قیم جدیدشان، کنت الاف می‌روند که مردی بسیار کثیف، ظالم، با ابرویی دراز و یک خالکوبی عجیب به شکل یک چشم بر روی قوزک پای چپش است . کنت الاف به دنبال ارثیه‌ای است که پدر و مادر بادلرها بر جای گذاشته‌اند و به همین خاطر است که آنها را به سرپرستی گرفته‌است. او همیشه با آنها بدرفتاری می‌کند.
بچه‌ها به بانکی که آقای پو در آن کار می‌کند می‌روند و قضیه را برایش شرح می‌دهند. در بازگشت، الاف از آنها عذرخواهی می‌کند و به آنها اطلاع می‌دهد که آنها در یک نمایش‌نامه به نام عروسی شگفت‌انگیز نوشتهٔ ال فانکوت شرکت خواهند کرد؛ اما بچه‌ها می‌فهمند که این نقشه‌ای برای بالا کشیدن ثروت آنهاست. کلاوس یک شب تمام را به خواندن کتابی دربارهٔ‌قانون می‌گذراند تا اینکه راهی برای برهم زدن نقشهٔ کنت الاف پیدا می‌کند. اما کنت الاف سانی را از آنها جدا می‌کند و می‌گوید اگر آنها نمایش را به‌هم بزنند او سانی را از طبقهٔ دوم به پایین می‌اندازد تا بمیرد.
نمایش اجرا می‌شود و بعد از صحنهٔ ازدواج الاف نمایش را متوقف می‌کند تا اعلام کند که او و ویولت حالا همسر یکدیگر هستند. قاضی اشتراوس بیان می‌کند که ویولت نمی‌تواند ازدواج کرده باشد چون که او پایین‌تر از سن قانونی است و الاف هم در مقابل او می‌گوید که او می‌توانسته چون که قانون می‌گوید برای ازدواج دختران یا پسران زیر سن قانونی ازدواج با اجازهٔ والدین یا قیم ممکن است و او هم که قیّمشان است این اجازه را داده. اما قاضی اشتراوس بیان می‌کند که این عقدنامه را باطل کرده و ازدواج رسمیت ندارد.
الاف فرار می‌کند. قاضی استراوس سعی می‌کند که سرپرستی آنها را به عهده بگیرد ولی آقای پو می‌گوید که والدین بودلرها در وصیّت‌نامه‌شان گفته‌اند که سرپرستی بچه‌ها حتماً باید به عهدهٔ یکی از اقوام باشد.

## برگردان فارسی
این کتاب سه بار به فارسی برگردانده شده‌است:
- اسنیکت، لمونی (۱۳۸۷). شروع ناگوار. ترجمهٔ نسترن پاشایی. تهران: نشر ماهی. شابک ۹۷۸-۹۶۴-۹۳۳۳۳-‍۱-۱ مقدار |شابک= را بررسی کنید: invalid character (کمک). کاراکتر zero width joiner character در |شابک= در موقعیت 15 (کمک)
- اسنیکت، لمونی (۱۳۸۷). شروع بد. ترجمهٔ فرزانه کریمی. تهران: کتاب‌های بنفشه. شابک ۹۷۸-۹۶۴-۵۳۶-۱۵۸-۵.
- اسنیکت، لمونی (۱۳۸۴). آغاز شوم. ترجمهٔ حسین قنبری. تهران: شریعه توس. شابک ۹۶۴-۹۴۳۱۶-۰-۸.